# 일지매 (애니메이션)
《일지매》는 초록뱀 미디어, OHW(한진애니메이션, 화이트라인, 오렌지애니메이션), SBS가 공동 제작한 애니메이션이며, 2009년 5월 5일부터 2009년 11월 2일까지 SBS에서 방영되었다.

## 개요
2008년 6월에 초록뱀 미디어는 일지매를 애니메이션으로 제작하겠다고 밝혔다. 그로부터 약 2주 뒤에 SBS, OHW와 애니메이션 일지매의 공동 제작 협정을 체결하여 총 26부작으로 제작되었다. 참고로, 초록뱀 미디어는 2008년에 일지매를 드라마로 제작한 적이 있다.
첫 방송 이후로  월요일과 화요일마다 방송하였다. 2009년 5월 25일부터 2009년 11월 2일까지 매주 월요일에는 하였다.

## 목소리 출연
- 김장 : 풍이(일지매) 역
- 장광 : 장고 역
- 이호산 : 찡고, 흑혈 2단, 흑혈 5단, 흑혈 6단 2 역
- 이정구 : 마독 역
- 윤소라 : 연화, 풍이 엄마 역
- 윤미나 : 솔이 역
- 유상우 : 봉이 역
- 최재익 : 민이 역
- 소연 : 서진 역
- 시영준 : 태상공, 흑혈 6단 1 역
- 신용우 흑혈 1단 역
- 김기흥 : 흑혈 3단 역
- 임주현 : 흑혈 4단 역
- 안장혁 : 흑혈 7단 역
- 권혁수 : 장고의 스승 1 역
- 성선녀 : 장고의 스승 2 역

## 방송 회차
| 회차 | 부제                             | 본방송일         |
| ---- | -------------------------------- | ---------------- |
| 1    | 매화 향기는 바람에 흩날리고      | 2009년 5월 11일  |
| 2    | 잔혹한 진실의 벽을 넘어          | 2009년 5월 12일  |
| 3    | 매화 꽃잎은 눈물의 강 위로       | 2009년 5월 18일  |
| 4    | 소년에게 다시 흐르는 비술의 역사 | 2009년 5월 19일  |
| 5    | 사내 혹은 계집 가혹한 비밀       | 2009년 5월 26일  |
| 6    | 죽음을 파는 상인 흑혈단          | 2009년 6월 2일   |
| 7    | 일지매 정의의 길을 오롯이 가련다 | 2009년 6월 9일   |
| 8    | 풍전등화의 위기 선월관을 구하라  | 2009년 6월 16일  |
| 9    | 지울 수 없는 기억의 생채기       | 2009년 6월 23일  |
| 10   | 정면충돌 흑혈단과 일지매         | 2009년 6월 30일  |
| 11   | 의적의 길 도적의 길              | 2009년 7월 7일   |
| 결방 | 서비스 중지 안내                 | 2009년 7월 14일  |
| 12   | 오래 두고 가까이 한 벗 친구      | 2009년 7월 21일  |
| 13   | 악연의 사슬                      | 2009년 7월 28일  |
| 14   | 일지매 부활의 몸부림             | 2009년 8월 4일   |
| 15   | 두 얼굴의 일지매                 | 2009년 8월 11일  |
| 16   | 서진에게 진 빚</ref>             | 2009년 8월 18일  |
| 17   | 솔이와 진이 그리고 한 남자       | 2009년 8월 25일  |
| 18   | 좌충우돌 탄로난 정체             | 2009년 9월 1일   |
| 19   | 절대 위기 솔이의 운명            | 2009년 9월 8일   |
| 20   | 무정                             | 2009년 9월 15일  |
| 21   | 벗겨진 두 개의 가면              | 2009년 9월 22일  |
| 22   | 마독의 결단                      | 2009년 9월 29일  |
| 23   | 오해의 싹                        | 2009년 10월 6일  |
| 24   | 분노의 화신 장고                 | 2009년 10월 13일 |
| 25   | 마독의 노림수                    | 2009년 10월 20일 |
| 26   | 매화의 전설은 시간의 뒤로        | 2009년 10월 27일 |

## 줄거리
대반란 이후 17년이라는 시간이 흘렀다. 깊은 숲 속 외딴 집에 버려진 풍이는 이제 17살이 되었다. 자신을 키워준 아버지와 같은 장고와 식용애완동물 찡고와의 생활도 벌써 꽤 지났다.
풍이는 장안에서 아는 사람은 다 안다는 양아치였지만, 장고의 강요에 못 이겨 장안 제일의 객점 선월관에 취직해 열심히 잔심부름을 하고 있었다. 그러던 어느 날이었다.
그날도 어김없이 아침부터 풍이는 장고와 부자간의 작은 전쟁을 하고 나서 선월관에 느지막이 살금살금 들어오다가 어린 주인 솔이에게 걸려서 흠뻑 두들겨 맞고 잔심부름을 나가게 되었다. 도박이라면 사족을 못쓰는 풍이인데, 마을 양아치 친구들인 봉이와 민이까지 다가와 부추기는 통에 결국 장작살 돈으로 또 노름판에 낀다. 대박의 기회를 잡으려는 그때, 하필 독사 서진이 이끄는 도성군이 들어와 노름의 속임수를 간파하고 관계자들을 모두 잡아간다. 군에게 증거물로 심부름할 모든 돈을 빼앗긴 풍이는 솔이에게 잔소리를 들을 생각에 차마 선월관으로 돌아가지 못한 채 괴로워할 수밖에 없었다.
마침 돈내기 싸움판이 열리고, 풍이는 기회다 싶어 싸움판에 들어가 시합에 나선다. 하지만 곧 구석에 몰려 정신이 아득해지도록 두들겨 맞게 되었다. 그러나 상대 선수인 노식이 풍이의 등뒤에 찢어진 옷 사이로 검은 3개의 점을 발견하고 잠시 움찔하는 사이, 풍이는 자기도 모르게 손바닥에서 나온 거대한 바람으로 그를 거침없이 날려 버린다. 그렇게 그 날 저녁 싸움판에서 돈 좀 만지게 된 풍이가 한 가득 지게를 지고갈 때 노식이 다시 나타나 풍이의 과거를 얘기해준다.

## 문제점
- 2009년 6월에 개최된 221차 SBS 시청자 위원회에서 한 위원이 일지매가 드라마로 방송되었을 때에는 폭력성이 강하다고 하여 논란이 된 점과 애니메이션으로 제작된 뒤에는 어린이 프로그램 방송 시간대에 편성하였다는 점을 지적하였다.[6][7]
- 이에 대해 편성 팀장은 애니메이션의 편성 규정에 따라 국산 애니메이션을 편성해야 하나, 국내 애니메이션 시장이 열악하여 이를 편성하는 데 어려움이 있다고 답변하였다. 그리고 외주제작 팀장은 어린이들 뿐만 아니라 성인들도 볼 수 있는 작품을 시간대에 얽매이지 않고 방송하고 있다고 답변하였다.[7]

## 같이 보기
- 일지매
- 일지매 (1993년 드라마)
- 일지매 (2008년 드라마)
- 돌아온 일지매
- 일지매 (만화)